# Pycnocrania
Pycnocrania is een geslacht van rechtvleugeligen uit de familie veldsprinkhanen (Acrididae). De wetenschappelijke naam van dit geslacht is voor het eerst geldig gepubliceerd in 1941 door Uvarov.

## Soorten
Het geslacht Pycnocrania  is monotypisch en omvat slechts de volgende soort:
- Pycnocrania grandidieri (Saussure, 1888)